# Miss Grand Perú
Miss Grand Perú es un concurso de belleza que sirve para seleccionar a la representante peruana al certamen Miss Grand Internacional. Perú envió una debutante en el año 2014 y desde allí, el país ha participado en todas las ediciones del certamen internacional.
 Este certamen es conocido por ser el primer país en conseguir la segunda corona de Miss Grand International en la historia del prestigioso certamen internacional.

## Ganadoras del certamen

### Miss Grand Perú
| Año  | Ganadora                        | Representación | Edad | Estatura | Lugar del evento                                                              | Fecha                                                                         | Participantes                                                                 |
| ---- | ------------------------------- | -------------- | ---- | -------- | ----------------------------------------------------------------------------- | ----------------------------------------------------------------------------- | ----------------------------------------------------------------------------- |
| 2014 | Sophia Venero Falcón            | Lima           | 22   | 1,79 m   | Designada tras quedar 2.ª finalista del Miss Perú Mundo 2014.                 | Designada tras quedar 2.ª finalista del Miss Perú Mundo 2014.                 | Designada tras quedar 2.ª finalista del Miss Perú Mundo 2014.                 |
| 2015 | Alejandra Almonte Chávez        | Ucayali        | 21   | 1,72 m   | Designada tras quedar 1.ª finalista del Miss Perú Mundo 2015.                 | Designada tras quedar 1.ª finalista del Miss Perú Mundo 2015.                 | Designada tras quedar 1.ª finalista del Miss Perú Mundo 2015.                 |
| 2016 | Prissila Stephany Howard Neira  | Piura          | 24   | 1,73 m   | Designada tras quedar 1.ª finalista del Miss Perú 2016.                       | Designada tras quedar 1.ª finalista del Miss Perú 2016.                       | Designada tras quedar 1.ª finalista del Miss Perú 2016.                       |
| 2017 | María José Lora Loayza          | Perú USA       | 27   | 1,78 m   | Designada, sin concurso nacional celebrado.                                   | Designada, sin concurso nacional celebrado.                                   | Designada, sin concurso nacional celebrado.                                   |
| 2018 | Andrea Moberg Tobies            | Loreto         | 23   | 1,73 m   | Designada tras quedar 1.ª finalista del Miss Perú 2018.                       | Designada tras quedar 1.ª finalista del Miss Perú 2018.                       | Designada tras quedar 1.ª finalista del Miss Perú 2018.                       |
| 2019 | Camila Namie Escribens Castillo | Perú USA       | 21   | 1,77 m   | Designada tras quedar 1.ª finalista de la primera edición del Miss Perú 2019. | Designada tras quedar 1.ª finalista de la primera edición del Miss Perú 2019. | Designada tras quedar 1.ª finalista de la primera edición del Miss Perú 2019. |
| 2020 | Maricielo Gamarra Alvarado      | San Martín     | 25   | 1,77 m   | Designada tras quedar 1.ª finalista del Miss Perú 2020.                       | Designada tras quedar 1.ª finalista del Miss Perú 2020.                       | Designada tras quedar 1.ª finalista del Miss Perú 2020.                       |
| 2021 | Samantha Batallanos Cortegana   | Lima           | 26   | 1,74 m   | Designada tras quedar 2.ª finalista del Miss Perú 2019.                       | Designada tras quedar 2.ª finalista del Miss Perú 2019.                       | Designada tras quedar 2.ª finalista del Miss Perú 2019.                       |
| 2022 | Janet Leyva Rodríguez           | Callao         | 24   | 1,82 m   | Designada, sin concurso nacional celebrado.                                   | Designada, sin concurso nacional celebrado.                                   | Designada, sin concurso nacional celebrado.                                   |
| 2023 | Luciana Fuster Guzmán           | Callao         | 24   | 1,74 m   | Estudios América Pachacamac, Lima                                             | 22 de junio de 2023                                                           | 11                                                                            |
| 2024 | Arlette Jatzury Rujel del Solar | Callao         | 25   | 1,81 m   | Plaza Central de Punchana, Maynas, Loreto                                     | 21 de septiembre de 2024                                                      | 18                                                                            |

### Regiones, Ciudades y Departamentos ganadores del Miss Grand Perú
| Provincia o Ciudad | Títulos | Años ganados     |
| ------------------ | ------- | ---------------- |
| Callao             | 3       | 2022, 2023, 2024 |
| Lima               | 2       | 2014, 2021       |
| Perú USA           | 2       | 2017, 2019       |
| San Martín         | 1       | 2020             |
| Loreto             | 1       | 2018             |
| Piura              | 1       | 2016             |
| Ucayali            | 1       | 2015             |

## Representaciones internacionales por año

### Miss Grand International
- : Ganadora
- : Finalista
- : Semifinalista
- : Cuartofinalista

| Sede/Año | Miss Grand Perú                                                 | Representación                                                  | Posición                                                        | Premios Especiales                                              |
| -------- | --------------------------------------------------------------- | --------------------------------------------------------------- | --------------------------------------------------------------- | --------------------------------------------------------------- |
| 2013     | Perú comenzó su participación en el certamen desde el año 2014. | Perú comenzó su participación en el certamen desde el año 2014. | Perú comenzó su participación en el certamen desde el año 2014. | Perú comenzó su participación en el certamen desde el año 2014. |
| 2014     | Sophia Venero Falcón                                            | Lima                                                            | Top 20                                                          |                                                                 |
| 2015     | Alejandra Almonte Chávez                                        | Ucayali                                                         |                                                                 |                                                                 |
| 2016     | Prissila Stephany Howard Neira                                  | Piura                                                           | Top 10                                                          |                                                                 |
| 2017     | María José Lora Loayza                                          | Perú USA                                                        | Miss Grand Internacional 2017                                   |                                                                 |
| 2018     | Andrea Moberg Tobies                                            | Loreto                                                          | Top 20                                                          | Mejor Traje Nacional                                            |
| 2019     | Camila Namie Escribens Castillo                                 | Perú USA                                                        | Top 10                                                          | Mejor en Traje de Gala                                          |
| 2020     | Maricielo Gamarra Alvarado                                      | San Martín                                                      | Top 20                                                          |                                                                 |
| 2021     | Samantha Batallanos Cortegana                                   | Lima                                                            |                                                                 | Mejor Traje Nacional                                            |
| 2022     | Janet Leyva Rodríguez                                           | Callao                                                          | Top 20                                                          | Mejor Traje Nacional                                            |
| 2023     | Luciana Fuster Guzmán                                           | Callao                                                          | Miss Grand Internacional 2023                                   |                                                                 |
| 2024     | Arlette Jatzury Rujel del Solar                                 | Callao                                                          | Top 10                                                          |                                                                 |

### Clasificaciones en Miss Grand International
| Posición                 | # | Años                   |
| ------------------------ | - | ---------------------- |
| Miss Grand Internacional | 2 | 2017, 2023             |
| Top 10                   | 3 | 2016, 2019, 2024       |
| Top 20                   | 4 | 2014, 2018, 2020, 2022 |